# Autram
Autram war ein französischer Hersteller von Automobilen.

## Unternehmensgeschichte
Das Unternehmen begann 1924 mit der Produktion von Automobilen. Der Markenname lautete Autram. Im gleichen Jahr endete die Produktion bereits wieder.

## Fahrzeuge
Im einzigen Modell sorgte ein Vierzylindermotor mit 2951 cm³ Hubraum für den Antrieb. Das Getriebe verfügte über vier Gänge. Ungewöhnlich war die Verwendung von Vierradbremsen.